# Neomammillaria umbrina
Neomammillaria umbrina là một loài thực vật có hoa trong họ Cactaceae. Loài này được (Ehrenb.) Britton & Rose mô tả khoa học đầu tiên năm 1923.